# Укра (футболист)
Андре́ Фили́пе А́лвеш Монте́йру  (порт. André Filipe Alves Monteiro; (16 марта 1988, Фамиликан, Португалия), известный как Укра — португальский футболист, полузащитник клуба «Санта-Клара».

## Клубная карьера
Родился в Вила-Нова-ди-Фамаликан, округ Брага, и начал играть в футбол в клубе родного города — «Фамиликан». В возрасте 13 лет отправился в Порту, в котором и стал профессионалом. В сезоне 2007/08 он получил свой первый профессиональный опыт в первой команде, однако, не в «Порту», а в аренде в «Варзине», играющем во втором дивизионе. Он пробыл в нём один сезон.
В последующие два года, Укра продолжил отправляться в аренду, теперь на юг, в «Ольяненсе». Он забил шесть мячей в 30 матчах своего дебютного сезона в клубе, сумев помочь команде из Алгарве вернуться в премьер-лигу, впервые за 34 года; в ноябре 2009 года сообщалось, что игрок был интересен английской команде «Ньюкасл Юнайтед», выступающему
в «чемпионшипе», после матча молодёжной команды Португалии против сборной Англии на стадионе «Уэмбли», в котором полузащитник сыграл полные 90 минут.